# Nathan Zucker
Nathan Zucker (* 12. Juli 1914 in Manhattan, New York City; † 23. Juni 1989 in Princeton, New Jersey) war ein US-amerikanischer Filmproduzent.

## Leben
Der im New Yorker Stadtteil Manhattan geborene Nathan Zucker hatte an der Yale University studiert und 1948 eine kleine Produktionsfirma namens Dynamic Films gegründet, mit der er als studiounabhängiger Produzent Lehrfilme herstellte, die zumeist nicht in klassischen Kinosälen liefen. Außerdem belieferte er das US-Fernsehen live mit Broadway-Aufführungen, die via Kinobildschirm in Rochester angesehen werden konnten. 
Für seinen 1958 produzierten, 34-minütigen Dokumentarfilm Psychiatric Nursing erhielt Zucker im darauffolgenden Jahr eine Oscar-Nominierung in der Kategorie „Bester Dokumentarfilm“. Trotz dieses Erfolges blieb Zuckers weiteres Output sehr spärlich. Nathan Zucker war zeitweise Präsident der Produzentenvereinigung von New York. 1975 zog er sich ins Privatleben zurück. Nathan Zucker starb an Nierenversagen im Medical Center von Princeton. 
Zucker war verheiratet und Vater zweier Söhne und Töchter.

## Dokumentarfilme
- 1957: All the Way Home
- 1958: Psychiatric Nursing
- 1970: Cleopatra